# Parafia Matki Boskiej Nieustającej Pomocy w Warszawie (starokatolicka mariawitów)

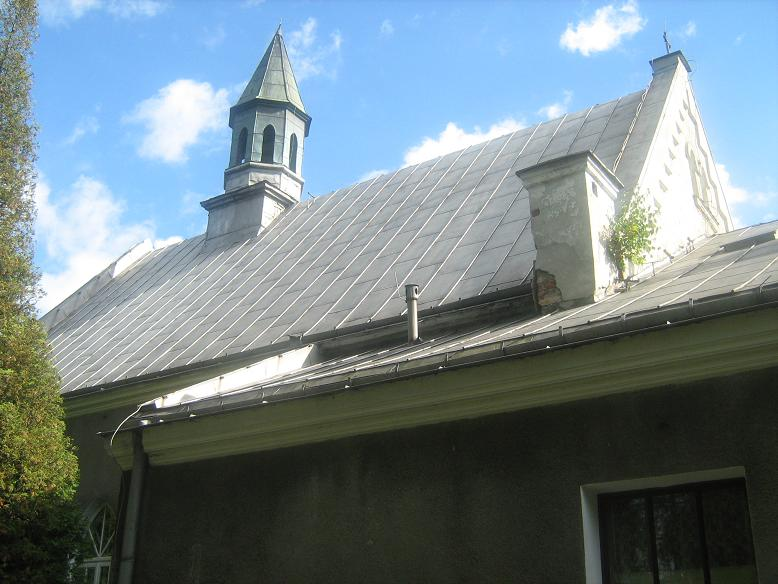
Stary kościół mariawicki w Warszawie

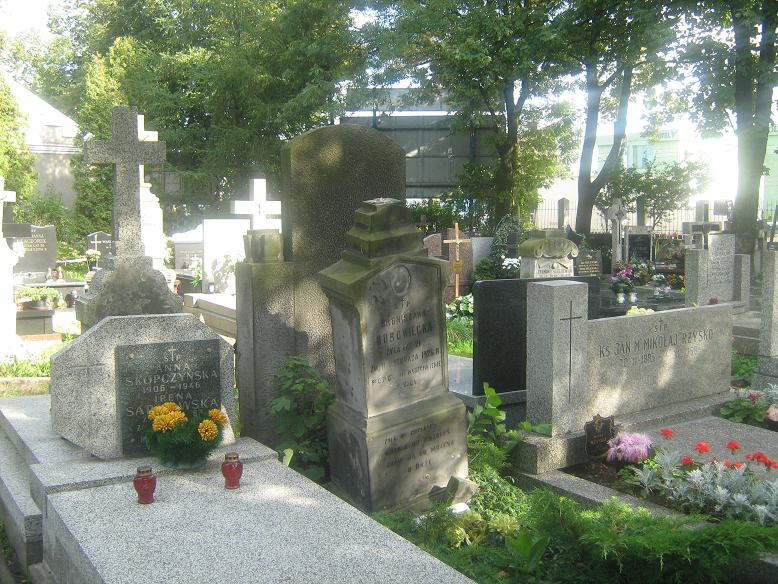
Cmentarz mariawicki w Warszawie

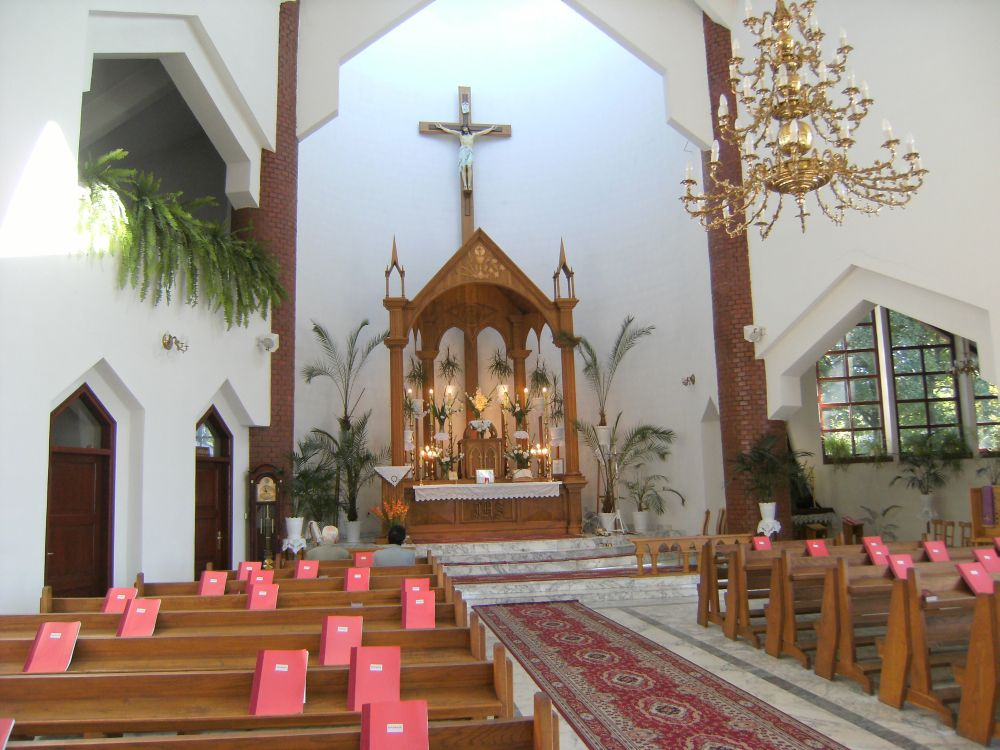
Wnętrze kościoła mariawitów w Warszawie

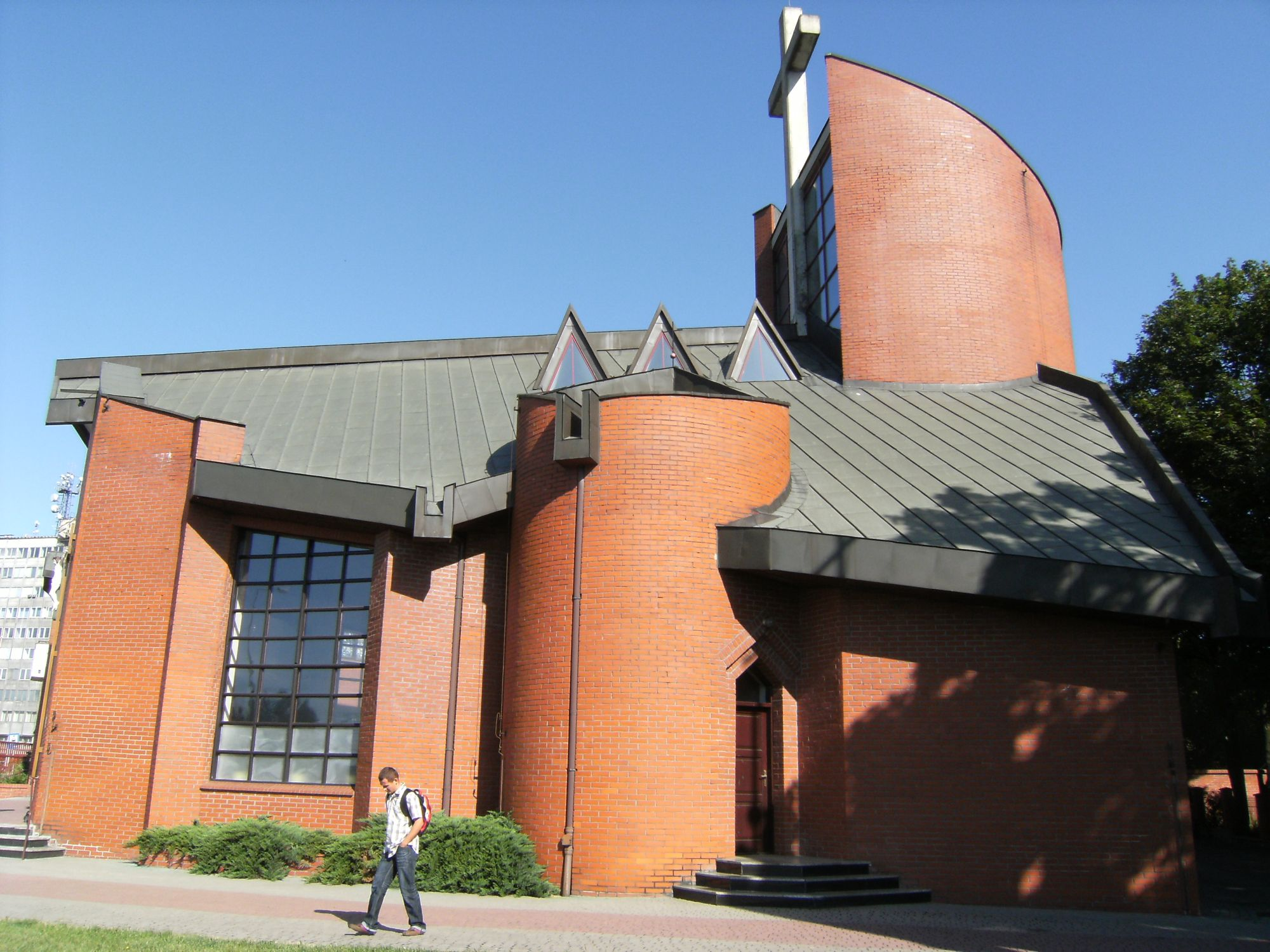
Kościół od strony południowej

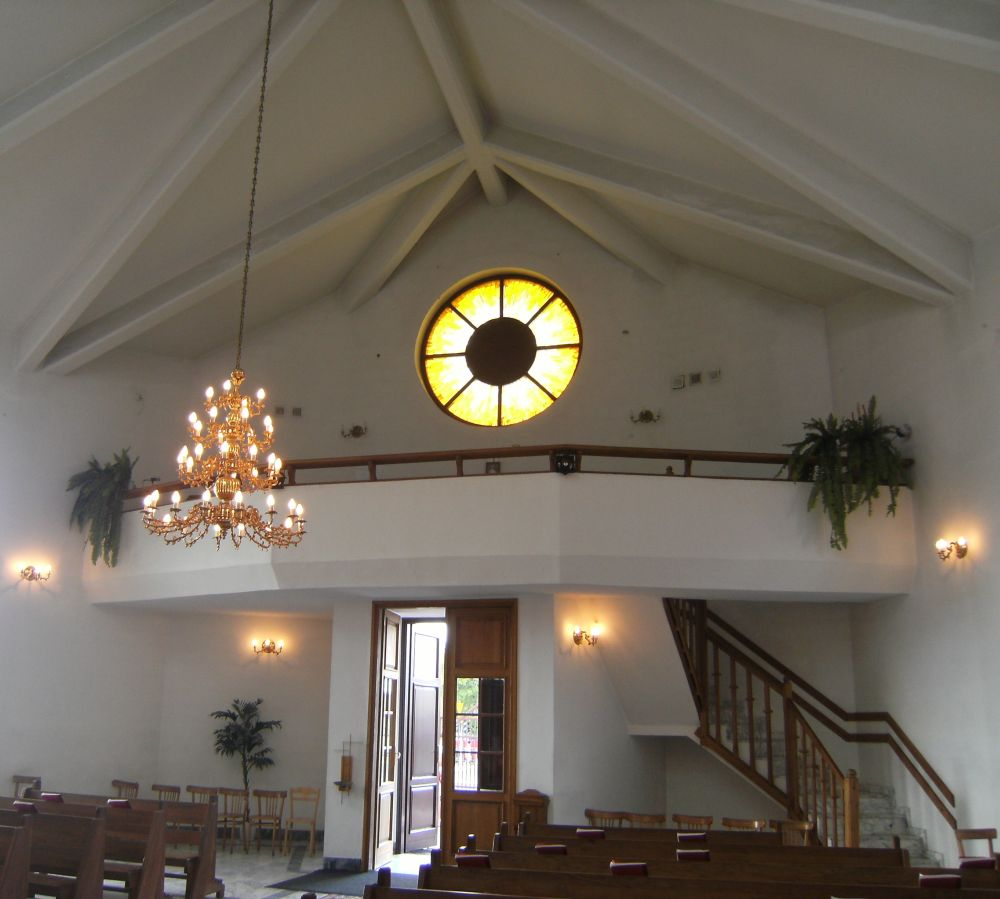
Chór w kościele parafialnym

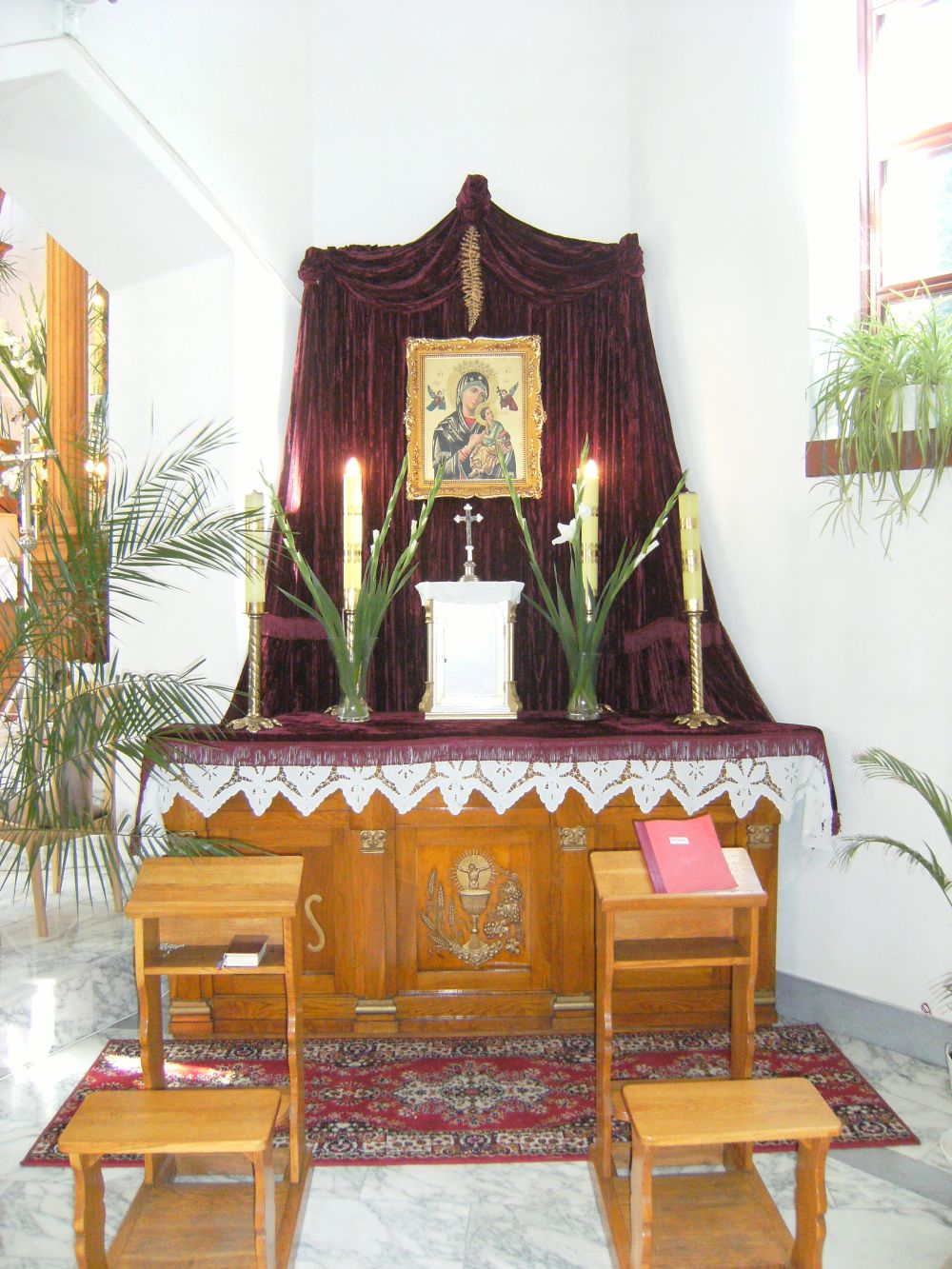
Kaplica Matki Bożej w kościele parafialnym

Parafia Matki Boskiej Nieustającej Pomocy w Warszawie – mariawicka parafia diecezji warszawsko-płockiej, Kościoła Starokatolickiego Mariawitów.
Siedziba parafii oraz kościół parafialny pw. Matki Boskiej Nieustającej Pomocy znajduje się w Warszawie, w województwie mazowieckim. Proboszczem parafii jest kapłan Grzegorz Maria Dominik Miller.

## Obszar
Parafia w Warszawie należy do największych parafii mariawickich w Polsce; skupia wiernych zamieszkujących Warszawę i okoliczne miejscowości. Parafia liczy ponad 1500 wiernych.
Parafia posiada cmentarz wyznaniowy oraz dwa kościoły, z czego tylko jeden jest obecnie używany do celów kultowych. Do parafii należy także działka położona przy ul. Szarej 8, gdzie znajdował się kościół Przenajświętszego Sakramentu. Proboszcz parafii w Warszawie sprawuje także opiekę nad cmentarzem mariawickim w Górce Powielińskiej oraz parafią Trójcy Przenajświętszej w Lutkówce. W stolicy znajduje się także kaplica domowa Matki Boskiej Nieustającej Pomocy należąca do Kościoła Katolickiego Mariawitów.

## Historia
Warszawa ma znaczące miejsce w historii mariawityzmu. Tu właśnie, do IV gimnazjum żeńskiego przy ulicy Miodowej, uczęszczała Feliksa Kozłowska, przyszła założycielka zgromadzeń sióstr i kapłanów mariawitów. Po ukończeniu tej szkoły i trzech latach pracy jako prywatna nauczycielka, wstąpiła do ukrytego, bezhabitowego Zgromadzenia Sióstr Franciszkanek od Cierpiących, znanego pod nazwą „Przytulisko”, które mieściło się w Warszawie przy ul. Wilczej 7.
Po ogłoszeniu w kwietniu 1906 encykliki papieskiej potępiającej kapłanów mariawitów także w Warszawie stało się głośno o mariawityzmie. Warszawiacy zaczęli więc udawać się do pobliskich parafii, w których byli kapłani mariawici, czyli do Leszna, gdzie pracował kapłan Maria Bazyli Furmanik oraz do Cegłowa, gdzie proboszczem był kapłan Bolesław Maria Łukasz Wiechowicz.
Bliższe poznanie nowego ruchu religijnego zachęciło warszawskich mariawitów do zorganizowania własnej parafii. W grudniu 1906 zwrócili się do przełożonego Zgromadzenia Kapłanów Mariawitów o wyznaczenie dla Warszawy mariawickiego duchownego. Został nim kapłan Wacław Maria Szczepan Żebrowski, który już od Bożego Narodzenia zamieszkał na stałe w Warszawie.
W następnym roku mariawici mieli w Warszawie trzy kaplice: przy ul. Inżynierskiej 5 urządzoną jako pierwszą i poświęconą w marcu – dla mariawitów prawobrzeżnej części Warszawy – Pragi, przy ul. Czerniakowskiej 96 – otwartą w maju dla mieszkańców Powiśla oraz przy ul. Leszno 138 – poświęconą we wrześniu dla wiernych z robotniczej Woli. W kaplicy przy ul. Inżynierskiej 10 października 1907 odbyła się pierwsza kapituła generalna kapłanów mariawitów, z udziałem (po dwóch) delegatów z parafii. Na kapitule tej postanowiono o wprowadzeniu języka narodowego do liturgii oraz dokonano podziału parafii mariawickich na pięć okręgów terytorialnych i wybrano ich kustoszy.
Mariawityzm poszerzał się wśród mieszkańców Warszawy, więc trzy kaplice stały się niewystarczające. Wierni z Czerniakowa przystąpili w maju 1908 do budowy kościoła przy ul. Szarej 8. Mariawici z Woli przed zimą wznieśli obszerną murowaną kaplicę przy ul. Karolkowej 10. Podobna kaplica została poświęcona 24 grudnia na Pradze, przy ul. Skaryszewskiej 12.
Budową wszystkich trzech świątyń kierował kapłan Maria Szczepan Żebrowski. W duszpasterskiej obsłudze wiernych pomagali mu kapłani: Maria Czesław Poradowski, Maria Stanisław Korwin-Szymanowski i Maria Łukasz Wiechowicz. Dzięki ich wspólnej pracy powstały więc w Warszawie trzy parafie mariawickie z kościołami przy ul. Skaryszewskiej i ul. Szarej, obie pod wezwaniem Przenajświętszego Sakramentu; patronką trzeciej parafii przy ul. Karolkowej była Matka Boska Nieustającej Pomocy.
Kościół Przenajświętszego Sakramentu na Powiślu wyglądał bardzo efektownie, w stylu neogotyckim, jednonawowy, wydłużony, sześcioprzęsłowy, z nawą poprzeczną i wyodrębnionym prezbiterium.
Mariawici warszawscy, liczący wówczas około 15 tysięcy wiernych, przystąpili do budowy również domów parafialnych. W takim domu przy ul. Karolkowej 10 mieściły się różnego rodzaju warsztaty, sklep spożywczy i sale zajęć. Natomiast w tzw. domu ludowym przy ul. Szarej 10 zamieszkało wiele rodzin mariawickich.
Warszawskie kościoły i obiekty dla użytku parafialnego wzbudziły uznanie holenderskich biskupów starokatolickich Unii Utrechckiej, którzy przybyli w związku z udzieleniem sakry biskupiej kapłanom Leonowi Marii Andrzejowi Gołębiowskiemu i Romanowi Marii Jakubowi Próchniewskiemu. Urzekły ich tysięczne rzesze wiernych manifestujących swoją przynależność do mariawityzmu.
Warszawski proboszcz kapłan Żebrowski, niezadowolony z pominięcia go przy święceniach biskupich, podjął w 1911 nieudaną próbę przejęcia zabudowań parafialnych w Warszawie, które były zapisane czasowo na jego nazwisko, a następnie odstąpił od mariawityzmu.
Drugim proboszczem warszawskim został kapłan Maria Alfons Ryttel. Wówczas to mariawici uzyskali działkę, przy obecnej ul. Wolskiej 186, z przeznaczeniem na cmentarz. Od 1912 warszawscy mariawici, chowani dotąd na rzymskokatolickich nekropoliach, mieli własny cmentarz wyznaniowy. Trzecim proboszczem został w 1921 kapłan Wawrzyniec Ignacy Maria Franciszek Rostworowski, późniejszy biskup. Jednakże dwa lata później parafianie warszawscy doznali utraty dwóch parafii. Z polecenia abpa Jana Marii Michała Kowalskiego, kierującego się przepowiednią o mającym nastąpić całkowitym zniszczeniu Warszawy, sprzedane zostały dwa warszawskie kościoły: przy ul. Skaryszewskiej i ul. Karolkowej oraz piętrowe budynki: przy ul. Karolkowej i dom ludowy przy ul. Szarej. W związku z tym, zmniejszeniu uległa liczba wyznawców.
Nowy, niewielki kościół wzniesiono w 1934, obok drewnianej kaplicy pogrzebowej na cmentarnej posesji przy ul. Wolskiej, z cegły uzyskanej z rozbiórki budynków przy ul. Karolkowej.
Bezpośrednio przed drugą wojną światową było w Warszawie około 2000 mariawitów w dwóch parafiach: przy ulicy Szarej 8 i przy ulicy Wolskiej 186. Obowiązki proboszcza pełnił kapłan Czesław Poradowski, zmarły w 1942.
W okresie II wojny światowej, w czasie wrześniowego oblężenia stolicy, kościół na Woli uległ takim zniszczeniom, że nabożeństwa trzeba było przenieść do bocznej kaplicy. Natomiast w świątyni przy ul. Szarej zostały uszkodzone mury zewnętrzne. Przez całą okupację, aż do sierpnia 1944, służyła ona jednak celom sakralnym. Jednakże, tydzień przed końcem powstania warszawskiego, zrzucone przez Niemców bomby zapalające zniszczyły część mieszkalną budynku sakralnego oraz sklepienie kościoła.
Po klęsce powstania warszawskiego ówczesny proboszcz kapłan Maria Stanisław Korwin-Szymanowski i dziewięć sióstr zakonnych zostało wysiedlonych do obozu przejściowego w Pruszkowie. Udało im się stamtąd wydostać dzięki pomocy rzymskokatolickich zakonnic, funkcjonariuszek Czerwonego Krzyża, i resztę okupacji spędzili w parafii mariawickiej w Błoniu. Pod wpływem wojennych przeżyć kapłan Maria Stanisław ciężko zachorował i po niespełna roku zmarł.
Po wojnie obsługą wiernych zajmowali się kapłani z podwarszawskich parafii, przy obu kościołach nie było bowiem mieszkania dla duchownego, a parafianie modlili się w kruchcie kościoła przy ulicy Szarej. Ogrom zniszczeń powodował, że jego odbudowa ze względów finansowych była niemożliwa, nabożeństwa przeniesiono więc na Wolę. Świątynia na Powiślu przy ul. Szarej została rozebrana przez ówczesne władze, a działka znacjonalizowana. Obecnie jest tu park, ale w 1997 Kościół Starokatolicki Mariawitów uzyskał w drodze ustawy prawo wieczystego użytkowania tego gruntu. Nie była to jedyna strata poniesiona przez warszawską społeczność mariawitów tuż po wojnie.
Na przejętej przez władze Warszawy dużej części posesji cmentarnej przy ul. Wolskiej wybudowano pętlę tramwajową, a stan techniczny jedynego w stolicy kościoła wymagał ogromnych nakładów. Z braku funduszy ograniczano się do jego drobnych napraw. Po prowizorycznej naprawie dachu, przy kościele zamieszkały siostry zakonne, które odtąd sprawowały nad nim opiekę. Ściany kościoła były nieotynkowane, wyszczerbione pociskami, wieża była pochylona, dach w miejscu zerwanej blachy pokryty prowizorycznie papą, a wewnątrz zacieki, brak podłogi, strzaskane wiązanie dachowe, prowizoryczne, niedopasowane drzwi.
Dopiero w 1956 Rada Kościoła przysłała do Warszawy kapłana Jana Marię Bernarda Kuklę, który wcześniej przeprowadził remont dużego kościoła w Łowiczu. Plany urbanistyczne nie przewidywały przy ul. Wolskiej 186 kościoła dla warszawskiej społeczności mariawitów, ale rozbudowę w tym miejscu arterii komunikacyjnej. Po blisko dwóch latach wielorakich starań udało się kapłanowi Bernardowi Kukli uzyskać pozwolenie na odbudowę kościoła. Rozpoczęła się ona w lecie 1958 i była finansowana z ofiar parafian warszawskich, mariawitów z innych parafii i z dotacji Światowej Rady Kościołów.
W dniu 23 października 1960 odbudowaną świątynię konsekrował biskup naczelny Jan Maria Michał Sitek. Poświęcono także trzy zharmonizowane dzwony. Niewielkiemu wnętrzu kościoła niepowtarzalny nastrój nadawało wykończenie wykonane z dębowego drewna (dębowy ołtarz dzisiaj użytkowany jako ołtarz boczny w nowym kościele mariawickim). Siedem lat później, 8 kwietnia 1967, biskup Wacław Maria Innocenty Gołębiowski poświęcił siedmiogłosowe organy. W tym samym roku kapłan Maria Bernard Kukla zmarł.
Parafię warszawską objął w 1968 nowo wyświęcony kapłan Stanisław Maria Łukasz Kaczorek. Przystąpił do pracy z takim zapałem jak jego poprzednik. W latach siedemdziesiątych otoczono parkanem i uporządkowano cały cmentarz grzebalny. Kościół został zradiofonizowany. W 1984 wspólnymi siłami wszystkich parafian wybudowano budynek katechetyczny, który służy także zebraniom parafialnym, uroczystościom choinkowym i spotkaniom młodzieży. Od 1994 w sali katechetycznej działa elektryczne ogrzewanie podłogowe.
W okresie posługi duszpasterskiej proboszcza kapłana Marii Łukasza Kaczorka liczba parafian znacznie się zwiększyła. Istniejący budynek kościoła nie mógł pomieścić wszystkich wiernych. Ponadto ruch kołowy na przebiegającej obok szosie Warszawa-Poznań spowodował postępujące zmiany w konstrukcji budynku. Na pogorszenie jego stanu technicznego miało także wpływ otwarcie w 1992 linii tramwajowej łączącej centrum miasta z nowymi osiedlami mieszkaniowymi w zachodniej części Warszawy.
Wybudowanie nowego kościoła stało się koniecznością. Po kilkuletnich staraniach proboszcza i rady parafialnej wiosną 1994 zapadła decyzja o budowie nowego kościoła. Plany świątyni o powierzchni 300 metrów kwadratowych i tworzącej z nią kompozycyjną całość plebanii sporządził inżynier architekt Juliusz Marcinowski. Projekt ten łączy tradycję i nowoczesność budownictwa sakralnego.
Budowlane prace przygotowawcze rozpoczęto w czerwcu 1994. Konieczne okazało się posadowienie konstrukcji kościoła na betonowych palach, z powodu wydobywania w tym miejscu w latach przedwojennych gliny. 3 sierpnia 1994 roku, w dzień parafialnej adoracji miesięcznej, odbyło się poświęcenie kamienia węgielnego. Dokonał go ówczesny biskup naczelny Stanisław Maria Tymoteusz Kowalski w asyście biskupów Zdzisława Marii Włodzimierza Jaworskiego i Antoniego Marii Romana Nowaka oraz licznie przybyłego duchowieństwa.
Po trzech latach budowy, 21 września 1997, biskup naczelny Zdzisław Maria Włodzimierz Jaworski, konsekrował nowo wzniesioną świątynię dla ponad 1500 wiernych. W kolejnych latach zainstalowano elektroniczne organy, a znaczny fragment posesji parafialnej został otoczony murem z cegły klinkierowej, Na cmentarzu przykościelnym urządzono również kapliczkę Najświętszej Maryi Panny.
Od 17 czerwca 2001 parafia warszawska ma nową murowaną dzwonnicę, w której trzy dzwony sterowane są mechanizmem zegarowym. W ostatnich latach wykonano również rozbudowę, ocieplenie i modernizację sali katechetycznej.
W 2008 kapłan Stanisław Maria Łukasz Kaczorek zrezygnował z obowiązków proboszcza ze względu na stan zdrowia, jednak aż do śmierci (2013) zajmował się pracą duszpasterską w parafii warszawskiej. Kapłana Marię Łukasza zastąpił jego wychowanek kapłan Marek Maria Karol Babi. W 2011 ułożono kostkę brukową na cmentarzu parafialnym.
Podczas uroczystości Zesłania Ducha Świętego w 150. rocznicę Narodzenia św. Marii Franciszki Kozłowskiej, 27 maja 2012 poświęcono obraz Mateczki i tablicę pamiątkową, która znajduje się w bocznej kaplicy. Tego samego roku, podczas uroczystości parafialnej, w niedzielę 17 czerwca, biskup Maria Włodzimierz Jaworski poświęcił ikonę Matki Boskiej Nieustającej Pomocy w głównym ołtarzu. Ikona została napisana, w darze serca, przez parafiankę Elizę Danowską.
Ze względu na objęcie przez dotychczasowego proboszcza kapłana Maria Karola Babi funkcji biskupa naczelnego, od 11 lipca 2016 roku proboszczem parafii jest kapł. Grzegorz Maria Dominik Miller.

## Działalność
Parafia mariawicka w Warszawie, poza opieką duszpasterską, prowadzi szeroką działalność społeczno-kulturalną. W kościele parafialnym odbywają się nabożeństwa ekumeniczne, młodzieżowe oraz okolicznościowe. Przy parafii działa grupa kobiet, która reprezentuje parafię na różnych gremiach ekumenicznych oraz organizuje spotkania i uroczystości parafialne.
Organem prawnym parafii jest rada parafialna reprezentowana przez proboszcza. Radę parafialną wybiera zebranie parafialne na okres siedmiu lat. Aktualnie w skład rady wchodzą: Emila Gąsior, Michał Głuszczyk, Bartosz Łuczak, Michał Rybak, bp Marek Maria Karol Babi. Parafia utrzymuje się ze składek parafian, darowizn i ofiar, z których co roku następuje rozliczenie przed zebraniem parafialnym. W miarę możliwości parafia służy pomocą ludziom biednym i samotnym.
Nauczanie religii dla dzieci i młodzieży odbywa się przy parafii. Nauczaniem zajmują się katechetki i proboszcz. Uczniowie podzieleni są na sześć grup wiekowych. Świadectwa nauki religii wydawane przez parafię są honorowane w szkołach publicznych.
W parafii prowadzone są spotkania dla osób zainteresowanych doktryną i historią mariawityzmu. Informacji udziela również kancelaria parafialna, gdzie można kupić mariawicką literaturę religijną i Mariawitę – organ prasowy Kościoła Starokatolickiego Mariawitów.
Przy parafii działają także grupa młodzieżowa, chór parafialny oraz ministranci.
23 lipca 2013 roku, zostało zarejestrowane przez Urząd Miasta Stołecznego Warszawy, powstałe przy parafii Stowarzyszenie im. Feliksy Kozłowskiej, które stawia sobie za cel wspomaganie rozwoju i integrację członków i sympatyków Kościoła Starokatolickiego Mariawitów, promowanie wiedzy na temat mariawityzmu oraz popularyzowanie postaw opartych na zasadach i wartościach chrześcijańskich. Działalność stowarzyszenia prowadzona jest w ramach trzech sekcji: dziecięcej, młodzieżowej i seniorów. Do najważniejszych akcji prowadzonych przez stowarzyszenie należą: „Przypomnij sobie dom na święta” – wsparcie duchowe i materialne bezdomnych, kurs komputerowy, „ABC języka francuskiego”.